# Wolrath Larsson
Wolrath Larsson, född 10 mars 1910 i Hanebo församling, Gävleborgs län, död 23 juni 1997 i Stockholm, var en svensk jurist.
Efter studentexamen i Gävle 1928 blev Larsson juris kandidat vid Uppsala universitet 1937. Han genomförde tingstjänstgöring i Ångermanlands mellersta domsaga 1937–1940. Larsson blev fiskal i Hovrätten för Övre Norrland 1942, assessor där 1949 och hovrättsråd 1951. Han var tillförordnad revisionssekreterare 1954–1955, häradshövding i Norra Hälsinglands domsaga 1958–1970 och lagman i Hudiksvalls tingsrätt 1971–1975. Larsson var ordförande i styrelsen för företagsstiftelsen Forsså Bruks AB från 1958 och i övervakningsnämnden i Hudiksvall från 1965. Han är begraven på Hanebo kyrkogård.